# رودوپسکو
رودوپسکو (به بلغاری: Rodopsko) یک منطقهٔ مسکونی در بلغارستان است که در شهرستان آردینو واقع شده‌است.
 رودوپسکو ۳٫۰۱۴ کیلومتر مربع مساحت و ۳۷ نفر جمعیت دارد.